# Râul Călimănel, Șaru
Râul Călimănel este un afluent al râului Șaru. 